# Joan Sobel
Joan Sobel ist eine Filmeditorin.

## Leben
Joan Sobel studierte Illustration an der Parsons School of Design und Englisch an der Montclair State University.
Sie begann ihre Karriere 1990 als Schnittassistenz bei der Produktion von Barbara Kopples Dokumentarfilm American Dream. 1997 unterstützte sie Dylan Tichenor beim Schnitt von Paul Thomas Andersons Filmdrama Boogie Nights. Für Billy Bob Thorntons Band The Boxmasters schnitt Sobel ab dem Jahr 2001 diverse Musikvideos. Sie arbeitete auch als erste Schnittassistentin von Sally Menke an Quentin Tarantinos Martial-Arts-Filmen Kill Bill – Volume 1 (2003) und Kill Bill – Volume 2 (2004) mit.
2005 übernahm sie mit ihrer Arbeit am Thriller The Quiet – Kannst du ein Geheimnis für dich behalten? erstmals hauptverantwortlich den Schnitt eines Spielfilms. Für Regisseur Tom Ford schnitt Sobel dessen Filme A Single Man (2009) und Nocturnal Animals (2016). Die Arbeit an Nocturnal Animals brachte Sobel zahlreiche Nominierungen für Filmpreise ein, darunter eine Nominierung für den BAFTA Award für den Besten Schnitt.
Sie ist Mitglied der Academy of Motion Picture Arts and Sciences, der British Academy of Film and Television Arts und der American Cinema Editors.

## Filmografie (Auswahl)
- 2005: The Quiet – Kannst du ein Geheimnis für dich behalten? (The Quiet)
- 2006: The Goode’s House (The Good Mother)
- 2007: Upper East Side Love (Suburban Girl)
- 2009: A Single Man
- 2010: Barry Munday
- 2011: Jesus Henry Christ
- 2012: Being Flynn
- 2013: Zugelassen – Gib der Liebe eine Chance (Admission)
- 2014: Miss Meadows – Rache ist süß (Miss Meadows)
- 2014: Der Auftrag – Für einen letzten Coup ist es nie zu spät! (The Forger)
- 2015: Little Boy
- 2015: The Perfect Guy
- 2016: Nocturnal Animals
- 2018: Vor uns das Meer (The Mercy)
- 2020: The Rhythm Section – Zeit der Rache (The Rhythm Section)
- 2021: Boogie
- 2022: Moon Knight (Fernsehserie)
- 2023: North Star
- 2024: Lilly